# Кокосовый сахар
Кокосовый сахар — разновидность пальмового сахара, получаемая из сока кокосовой пальмы.

## Производство
Кокосовый сахар производится в виде сахарного песка, нерафинированных блоков или сиропа.
Производство кокосового сахара — это двухэтапный процесс. Он начинается со сбора урожая. Фермеры делают разрез на оси соцветия, и пальмовый сок начинает течь из него в бамбуковые контейнеры. Сок полупрозрачен и на 80 % состоит из воды. Собранный сок затем переливается в большие чаны (воки) и упаривается на медленном огне. Когда вода испаряется, сок начинает превращаться в густой сироп. Далее его можно использовать непосредственно в таком виде, или же подвергнуть дальнейшему упариванию вплоть до перехода в твёрдое состояние. Твёрдый кокосовый сахар продаётся в виде блоков, мягкой пасты или сахарного песка (мелкого кристаллического сахара).
Коричневый цвет кокосового сахара, который становится более интенсивным по мере упаривания сока, в основном обусловлен его карамелизацией.

## Кулинарное применение
Кокосовый сахар широко используется на Цейлоне в виде сиропа или блоков. Такой сахар на Шри-Ланке называется пол хакуру (පොල් හකුරු), однако ему составляют конкуренцию, в частности, блочный тростниковый и другие сорта пальмового сахара.
В индонезийской кухне кокосовый сахар называется гула джава («яванский сахар») или гула мера («красный сахар»). Некоторые индонезийские продукты питания традиционно производятся с кокосовым сахаром, в том числе кекап манис (сладкий соевый соус) и денденг (мясное блюдо).
Под названием гула мелака («малаккский сахар») кокосовый сахар широко используется в Малайзии. Широко известен он и в других странах Юго-Восточной Азии.

## Вкус и аромат
Кокосовый сахар умеренно сладкий, немного похож на тростниковый сахар, но имеет несколько другой вкус. Цвет, сладость и вкус кокосового сахара могут варьироваться в зависимости от использованной разновидности кокосовой пальмы, сезона, когда сок был собран, места, где он был собран, и/или способа упаривания сока.
Хотя в последнее время использование кокосового сахара в качестве подсластителя стало более распространенным в развитых странах, нет никаких научных доказательств того, что кокосовый сахар более питателен или полезен, чем обыкновенный. Основными углеводами кокосового сахара являются сахароза (70-79 %), глюкоза и фруктоза (по 3-9 %).